# Josef Kalousek
Josef Kalousek (Vamberk, 2 aprile 1838 – Praga, 22 novembre 1915) è stato uno storico ceco.
Fu insegnante a Praga e parlamentare in Boemia.

## Opere
- České státní právo (1871)
- Nástin životopisu Františka Palackého (1876)
- Karel IV., Otec vlasti (1878)
- Děje Královské České společnosti nauk (1885)
- Tři historické mapy k dějinám českým (1885)
- Výklad k historické mapě Čech (1894)
- O vůdčích myšlenkách v historickém díle Františka Palackého (1896)
- Obrana knížete Václava Svatého proti smyšlenkám a křivým úsudkům o jeho povaze (1901)
- O potřebě prohloubiti vědomosti o Husovi a jeho době (1915)